# アネコユサギ
アネコユサギは、日本のライトノベル作家。2012年10月から、小説投稿サイト「小説家になろう」にて小説の連載を開始している。

## 来歴
2012年10月13日、小説家になろうで『ディメンションウェーブ』の連載を開始。同作は2020年に書籍化された。
2012年10月29日、小説家になろうで『盾の勇者の成り上がり』の連載を開始。同作は2013年に書籍化された。その後、2014年にはコミカライズされ、2019年および2021年にはアニメ化された。2021年にはアニメ第2期が放送される。また、同作のスピンオフとして『槍の勇者のやり直し』なども書かれている。
2015年5月29日、小説家になろうで『俺だけ帰れるクラス転移』の連載を開始。2016年には書籍化された。
2018年、書籍として『毒使いの逃亡者 〜瘴気のあふれた異世界で、なぜか俺は回復している〜』を発表。
2019年1月1日、小説家になろうで『異世界の戦士として国に招かれたけど、断って兵士から始める事にした』の連載を開始。同作は第7回ネット小説大賞においてコミカライズ賞を受賞、同年10月には書籍化され、2020年にコミカライズされた。
2020年に、新型コロナウィルス流行渦におけるヒーロー文庫の応援企画「こどもノベル・プロジェクト」に短編読切『ケーキになりたかったスポンジ』を寄稿した

## 書籍化作品

### 小説
- ディメンションウェーブ
- 盾の勇者の成り上がり
- 俺だけ帰れるクラス転移
- 毒使いの逃亡者 〜瘴気のあふれた異世界で、なぜか俺は回復している〜
- 異世界の戦士として国に招かれたけど、断って兵士から始める事にした
- 無能扱いされてパーティーから追放された――けど、なぜか女勇者が「君が必要だ」と言って一緒についてきた!?
- 寝取られ勇者をＴＳ少女が救う話

### 漫画
- 鎧の令嬢の返り咲き